# Імшенецький Яків Кіндратович
Я́ків Кіндра́тович Імшене́цький (21 березня 1858, Баба, Чернігівська губернія — 2 червня 1938) — український громадсько-політичний діяч російського походження. Депутат Державної думи Російської імперії I скликання від Полтавської губернії в складі партії кадетів. Жертва сталінських репресій.

## Ранні роки
Народився 21 березня 1858 року в селі Баба Сосницького повіту Чернігівської губернії в родині священника Кіндрата Імшенецького.
Освіту здобував у чотирикласній Чернігівській духовній семінарії. Після цього склав екстерном гімназичні іспити та вступив на медичний факультет Московського університету. У квітні 1881 року його виключили із закладу через участь у студентських заворушеннях. Тоді він вступив на фізико-математичний факультет Новоросійського університету в Одесі, який закінчив 1885 року.

## Громадсько-політична діяльність
По завершенню навчання вступив на державну службу. З 1885 року працював у Чернігівській казенній палаті. 1887 року влаштувався у Полтавській губернській земській управі, де працював статистиком, з 1893 — податковим інспектором Миргородського та Полтавського повітів, з 1902 — начальником відділу. Друг родини письменника Володимира Короленка. Працював у газеті «Русскія Вѣдомости» та інших періодичних виданнях.

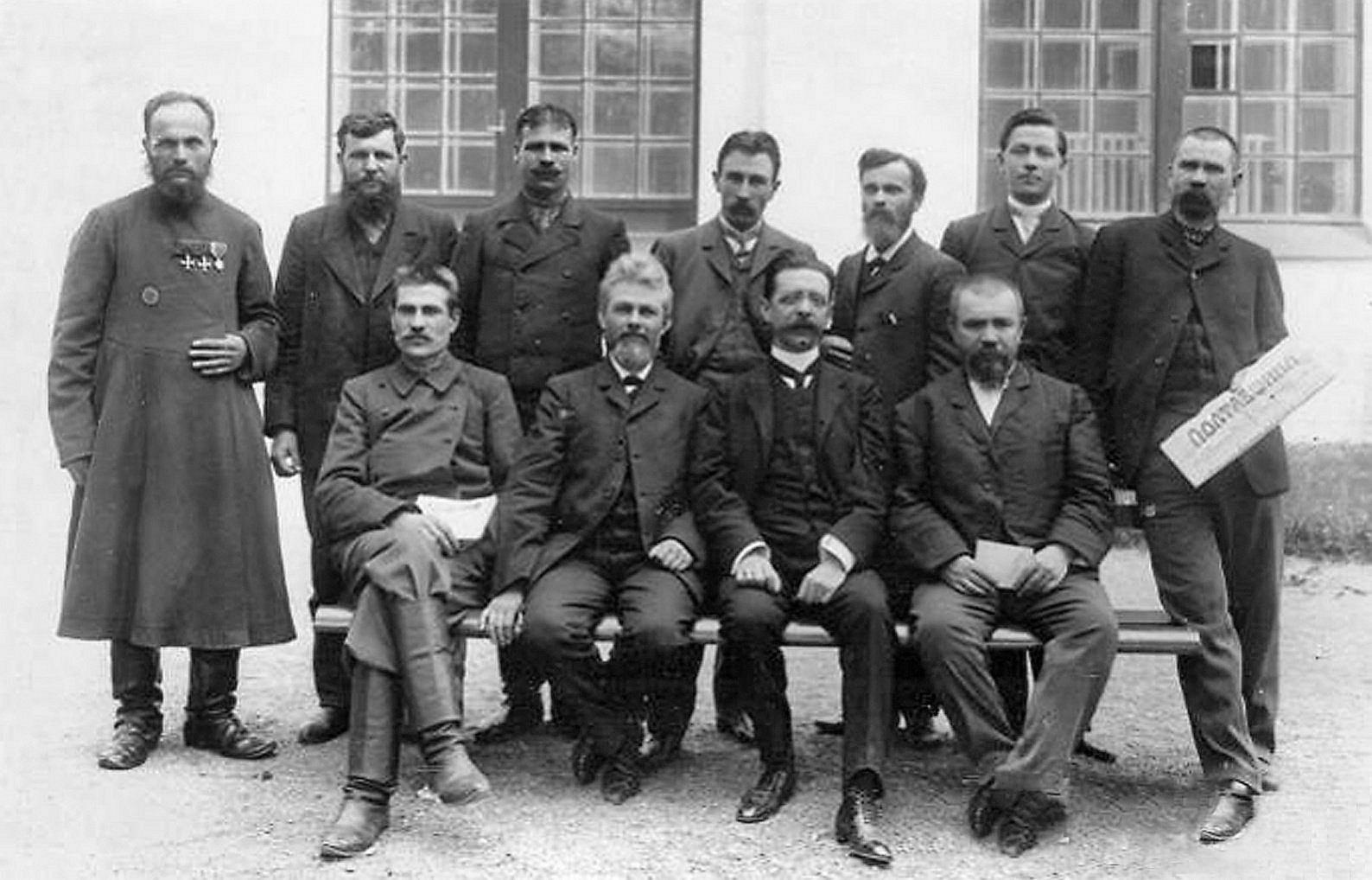
Члени Державної думи Російської імперії I скликання від Полтавської губернії. Яків Імшенецький крайній справа, сидить

1906 року обраний депутатом Державної думи Російської імперії I скликання від Полтавської губернії. Увійшов до партії конституційних демократів.
У липні 1906 року Імшенецький разом із багатьма депутатами Державної думи, розпущеної Миколою II, підписав Виборзьку відозву, яка закликала населення до пасивного спротиву владі. За це проти нього розпочали судову справу, за вироком якої його ув'язнили на три місяці з подальшою забороною обіймати суспільні та державні посади.
1909 року повернувся до Полтави, де очолив партійну організацію конституційних демократів (кадетів) та влаштувався на роботу до Полтавського товариства взаємного кредиту, яке очолив 1912 року.
У 1917 році, після Лютневої революції, брав активну участь у громадсько-політичному житті як член партії кадетів. На з'їздах партії у Полтаві виступав на теми із соціальних та національних питань. Висунутий кандидатом до Установчих зборів від полтавської організації кадетської партії. Обраний гласним Полтавської міської думи. З 3 жовтня — член Тимчасової ради Російської республіки (Предпарламенту). Виступав проти виходу України зі складу Росії, засудив жовтневий переворот 1917 року, проте привітав III Універсал Української Центральної Ради.

## Останні роки та страта
За радянської влади працював у державних установах статистиком.
У 1919—1920 роках зазнав гонінь радянської влади за виступи проти порушення нею прав людини та репресій. 1922 року взяв участь у масовій акції протесту проти вилучення церковних цінностей, а в наступні роки виступав проти закриття церков радянською владою.
Заарештований 10 березня 1938 року за сфальсифікованим звинуваченням у створенні «фашистсько-повстанської організації церковників». За постановою Особливої трійки УНКВС від 23 квітня 1938 року засуджений до розстрілу. Вирок виконано 2 червня того ж року.
2 листопада 1959 року Полтавський обласний суд ухвалив рішення реабілітувати Якова Імшенецького.

## Родина
Мав сина Олександра, що народився 1887 року. Працював спеціалістом заводу. 1938 року заарештований, засуджений до позбавлення волі. Покарання відбував у 1939—1944 роках. 1948 року заарештований удруге й відправлений у заслання до Красноярського краю. Подальша доля невідома. Реабілітований 1989 року.